# TurboCAD

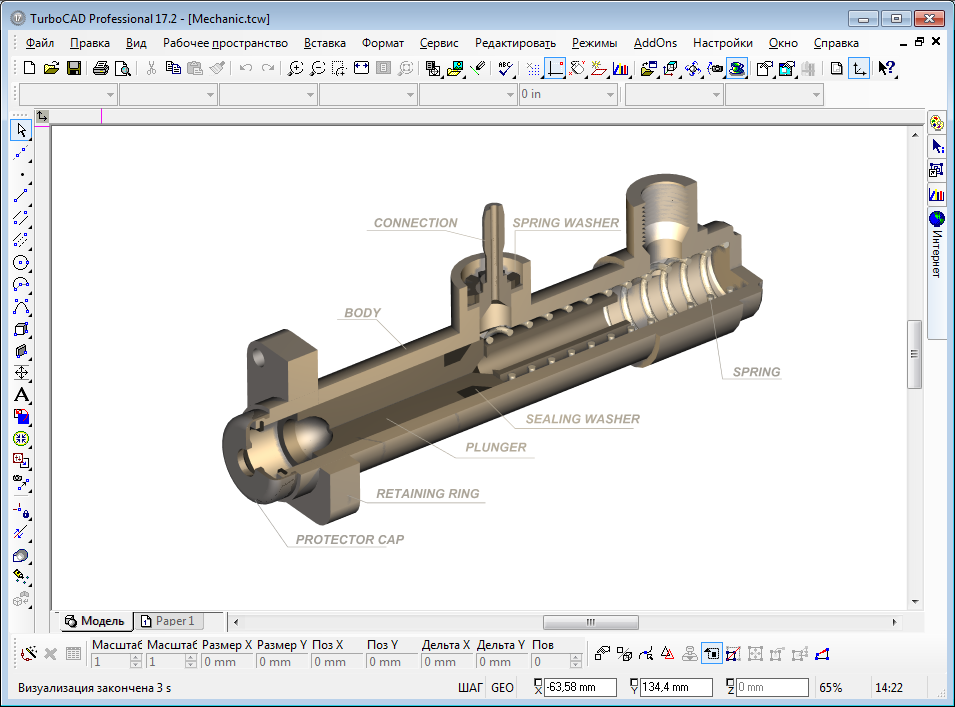
Interfața TurboCAD pe Windows 7

TurboCAD a fost vândut pentru prima oară în Statele Unite de către Systems Milano din America la sfârșitul anului 1986 comercializat ca un titlu de sine stătător pentru 99 de dolari și un pachet cu IMSI (Software-ul Microcomputer International, Inc), mouse pentru $ 149. Ambele companii împart responsabilitățile de distribuție pentru pachet.
În 1990, IMSI a lansat propria versiune de TurboCAD dezvoltată de ei, versiunea 2 pentru DOS. IMSI a licențiat codul sursa de la dezvoltatorii de software original, Pink Software, și programatorul Kurt Diesch a fixat bug-urile și a adăugat suport de ieșire și a crescut funcționalitatea  pentru a concura cu alte programe CAD sub $ 500 - Generic CADD, Drafix și Design CAD 2D. Diesch mai târziu,a portat codul de la versiunea originala Turbo Pascal catre versiunea orientată către obiecte care va fi în cele din urmă transformata în Borland Delphi. Acest lucru a dus la o îmbunătățire majoră a interfeței cu utilizatorul DOS.
În Statele Unite, TurboCAD a fost inițial marketata prin intermediul high-tech, publicații de vânzări directe, cum ar fi Computer Shopper și revista InfoWorld. Computer Shopper s-a dovedit a fi publicația cea mai profitabilă în care s-a promovat lunar în pagina cu anunțuri și astfel a fost introdus TurboCAD in SUA în primii doi ani și jumătate.Computer Shopper nu a stabilit numai o puternică bază de useri fani TurboCAD dar de asemenea, a ajutat la crearea unei rețele de distribuție loială.

## Istoria Windows și distribuția vânzărilor
Cu lansarea TurboCAD v2 DOS si v1 Windows, în 1993, IMSI a decis să înceapă cu ajutorul campaniilor de reclamă prin poștă (direct mail) ca mijloc cu costuri reduse, creșterea numărului de utilizatori și în următorii doi ani, a devenit tehnica de publicitate primara. Veniturile pentru vânzările prin direct mail a TurboCAD a crescut la peste 20 de milioane de dolari în 1993, iar succesul companiei de direct mail a fost exportat cu succes din SUA in Canada, Marea Britanie și Australia. În 1993, a lansat IMSI primele versiuni ale Macintosh TurboCAD - Standard vândut pentru suma de $ 195, în timp ce varianta profesionala s-a vândut pentru suma de $ 495 și a oferit funcționalitate 3D, wireframe. Această tehnologie a fost achiziționata de la compania lui Santiago Montufar, Pegasus Software.
În 1993, IMSI a început să externalizeze dezvoltarea TurboCAD. După o excursie în Rusia făcuta de Martin Sacks, IMSI a angajați 3 programatori ruși, care au început să lucreze la TurboCAD pentru Windows v2. Inclus în aceste 3 angajări originale au fost Victor Bazarov, care mai târziu a venit să lucreze în San Rafael pentru IMSI și Presniak Alex, care a început să dezvolte SoftDev, în numele IMSI.
În 1994, Michael Cartwright  s-a mutat din Africa de Sud în California ca să se alăture IMSI  și împreună cu Peter Zingg, a condus rescriere TurboCAD pentru Windows V3, o schimbare majoră pentru arhitectura produsului. Împreună cei doi au instrumentat o dezvoltare de succes în noua firma offshore IMSI. În timpul rescrierii v3, codul a fost portat de la Delphi la C + + și interfața a fost modificata pentru a fi compatibila cu "Office Standard".IMSI a luat decizia strategica de a oferta V3 în versiunile de 16 și 32 biți, oferind utilizatorilor cea mai buna alegere pentru ambele lumi în timpul tranziției dure a pieței de la Windows 3.1 la Windows 95. De atunci, Alex Presniak și multi dintre aceeași dezvoltatori rusi(Serghei Nazarov, liderul echipei TurboCAD, Leonid Robin dezvoltatorul SDK-ului), au continuat să lucreze la codul TurboCAD.
Până la sfârșitul anului 1994, succesul direct mail a atins apogeul, cu o baza de utilizatori stabilita la peste un sfert de milion de proprietari de TurboCAD.Din acel punct ratele de răspuns și ROI (randamentul investițiilor) pentru direct mail a început să scadă, datorită supra-saturației și a creșterii costurilor de imprimare și poștale. Ca atare, IMSI a decis să-și  restabilească prezența prin piața revânzătorilor.
TurboCAD a devenit rapid un favorit al canalelor de revânzare, cu succes împrăștiat prin intermediul distribuitorilor cheie de software  ca Ingram, TechData și Merisel, și vândute în locuri de vânzare cu amănuntul, cum ar fi MicroCenter,Fry Electronice, CompUSA si Software, etc.În plus față de puternicele canalele de revânzare,au devenit posibile revânzarea educațională și un marketing direct către instituțiile de învățământ.

## Vânzări internaționale și localizare
TurboCAD a fost vândut de către IMSI pentru prima oară la nivel internațional în Regatul Unit la sfârșitul anului 1986. În 1992,IMSI  a preluat biroul lui Pink Software din Londra și a relansat cu succes produsul pe piață din Marea Britanie într-o varietate de limbi care a avut loc de atunci:
1993: prima versiune de TurboCAD atât pentru Windows cat si pentru DOS localizată în limba germană
1994:  a fost creat versiunea în limba franceză
1995:a fost lansat în parteneriat cu Sumitomo Metal Industries varianta în japoneză 
2001: prima versiune chineză a fost creat pentru piața taiwaneză de Noah International în 2001
2002-2001: TurboCAD a fost tradus în spaniolă, cehă, poloneză și italiană
2010: TurboCAD 17 a fost tradus în limba rusă.

## Istoria prosusului 3D CAD
TurboCAD a câștigat funcționalitate limitată 3D cu V4 în 1995 și o punere în aplicare mai amplă cu V5, atunci când au apărut "Modelul Spatial", "planul de lucru", "Camera", și extinderea liniilor în 3D. Versiunea 6 a văzut integrarea a kernel-ului de modelare ACIS solid și motorul de randare fotorealista LightWorks.
În 1999,SoftDev a creat un VBA pe bază de plug-in-cunoscut sub numele de AnimationLab, care a ajuns acum până la versiunea 5. Acest modul plug-in permite utilizatorilor să creeze scenarii folosind chei editorului de frame-uri, atribuindu-i o coloana sonora pentru fiecare actor,calculează scena de sunet  luând în calcul distanta dintre actori,viteza  și mediul global.
În colaborare cu SoftDev s-au dezvoltat, un instrument de analiză Beam (2001) și 2 ½ D CAM plug-in (2002) . A fost creata de asemenea generația 3-a de plug-in-uri inclusiv un instrument de modelare a suprafetelor dezvoltat de Jerry Simington (2003),o suita de simboluri mecanice CAD plug-in dezvoltata de Cadalog Inc care acceseaza site-ul CADsymbols.com (2004), precum și un generator de parametrizare a mobilierului(dulapuri , mese, scaune), creat de Spinar Software (2005).
Din 2003 până în 2005 s-au făcut îmbunătățiri semnificative la produsul TurboCAD profesional. Concret, motorul de Modelare Deformabila Spatiala a fost activat în versiunea 9.5, în timp ce D-Cubed’s 2D Constraint Manager a fost adăugat în versiunea 10.5. În iunie 2005, IMSI a reintrat pe piața Macintosh cu lansarea TurboCAD si TurboCAD 3D. Aceste produse au fost licențiate de CadSoft Solutions.
În iunie 2006, TurboCAD a fost achiziționat de IMSI/Design, LLC de la Broadcaster, Inc. (fosta IMSI), o corporație care a pus împreună scopul și obiectivele prin Royal Farros și Capital Management Greyhawk.
În 2006, capacitatea de a debloca funcționalități suplimentare prin numărul de serie specială și perechile cheie de activare a fost introdus o data cu TurboCAD V12. Colecții de caracteristici arhitecturale și mecanice au fost "ambalate" împreună și vândute cu succes a proprietarilor TurboCAD Professional. Caracteristici arhitecturale incluzând tipuri de obiecte arhitecturale (ferestre, uși, scări și balustrade), bazate pe produsul ADT Autodesk, ceea ce înseamnă că în timp ce TurboCAD putea citi acum un fișier ADT (DWG) cu aceste tipuri de obiecte arhitecturale, AutoCAD în sine nu putea!
TurboCAD 14 a fost lansat în 2007, inclusiv cu funcționalitatea Modelare Teren.
TurboCAD 15 a fost lansat în martie 2008.
TurboCAD 16 a fost lansat în iulie 2009.
TurboCAD 17 a fost lansat în martie 2010.
TurboCAD 18 a fost lansat în martie 2011.
TurboCAD 19 a fost lansat în martie 2012.

## Vezi și
- en CAD
- en DWF
- en DXF
- www.bmsystem.ro Arhivat în 3 ianuarie 2013, la Wayback Machine.
- www.turbocad.ro Arhivat în 24 iulie 2012, la Wayback Machine.
- www.doublecad.ro Arhivat în 13 februarie 2013, la Wayback Machine.